# Wilhelm Falley
Wilhelm Falley (25 de septiembre de 1897 - 6 de junio de 1944) fue el primer general alemán en morir durante los desembarcos de Normandía en Francia. Fue comandante de la 91.ª División de Infantería.

## Carrera
Promovido a mayor general en diciembre de 1943, y a teniente general en mayo de 1944, ocupó varios mandos antes de ser nombrado Comandante de la 91.ª División de Infantería en abril de 1944. Falley fue el primer general alemán en caer en acción durante los desembarcos de Normandía. En el Día-D, Felley retornaba de Rennes, donde habían sido organizados juegos de guerra por el Alto Mando Alemán, hacia el cuartel general de su División en Picauville. Falley murió en una emboscada llevada a cabo por paracaidistas de la 82.ª División Aerotransportada de EE. UU., en la carretera rural tras el muro del cuartel general de la 91.ª División de Infantería alemana, Chateau de Bernaville, en Picauville, suroeste de Sainte-Mère-Église, Normandía.

## Condecoraciones
- Cruz de Caballero de la Cruz de Hierro el 26 de noviembre de 1941 como Oberstleutnant y comandante del 4.º Regimiento de Infantería[1]